# Подорожня література

Роман Макса Кідрука
з серії «Мандри»

Подорожня література (тревелог; пол. Literatura podróżnicza, англ. Travel literature, італ. Letteratura di viaggio) — це літературний жанр, до якого належать подорожній нарис, в якому змальовані люди, події, краєвиди та враження автора, що з'явилися під час його подорожі, та пригодницький роман, твір про подорож, відкриття, сміливі наукові експерименти, авантюрні або героїчні вчинки, які характеризуються гострою інтригою, заплутаними сюжетними лініями, фантастичними колізіями та напруженою фабулою. Жанр, який часто супроводжується ілюстраціями і географічними картами.
За різними джерелами цей літературний жанр бере витоки в античних текстах, був дуже популярний в Середні віки. Як приклад, можна навести опис території сучасної України Геродотом, опис подорожі по Україні і Московщині релігійного діяча і письменника Павла Алеппського.

Серед сучасних письменників, які в своїй творчості використовують жанр подорожньої літератури, можна назвати Макса Кідрука, Олеся Ільченка, Вернона Кресса.
Існують наукові роботи, які досліджують літературний жанр подорожі, як, наприклад, дисертація: «Метажанр подорожі в контексті перехідного художнього мислення (кінець ХХ — поч. ХХІ ст.)».